# Episodi di Rocket Power - E la sfida continua... (prima stagione)
La prima stagione della serie animata Rocket Power - E la sfida continua..., composta da 20 episodi, è stata trasmessa negli Stati Uniti, da Nickelodeon, dal 16 agosto 1999 al 21 marzo 2000.
In Italia la stagione è stata trasmessa dal 1º novembre 2004 su Nickelodeon.
| Nº  | Titolo originale             | Titolo italiano                 | Prima TV USA      | Prima TV Italia  |
| --- | ---------------------------- | ------------------------------- | ----------------- | ---------------- |
| 1a  | New Squid on the Block       | L'ultimo arrivato               | 16 agosto 1999    | 1° novembre 2004 |
| 1b  | Down the Drain               | La piscina dei vicini           | 16 agosto 1999    | 1° novembre 2004 |
| 2a  | Secret Spot                  | Il punto segreto                | 18 agosto 1999    |                  |
| 2b  | Ice Queens                   | Le regine del ghiaccio          | 18 agosto 1999    |                  |
| 3a  | Otto 3000                    |                                 | 23 agosto 1999    |                  |
| 3b  | Night Prowlers               |                                 | 23 agosto 1999    |                  |
| 4a  | Happy Luau to You-Au         |                                 | 25 agosto 1999    |                  |
| 4b  | Rocket Rescue                |                                 | 25 agosto 1999    |                  |
| 5a  | Twister's Cuz                | Il cugino di Twister            | 30 agosto 1999    |                  |
| 5b  | Big Thursday                 | Un giovedì da leoni             | 30 agosto 1999    |                  |
| 6a  | Rocket Girls                 | Calma piatta                    | 1° settembre 1999 |                  |
| 6b  | Father's Day Off             | Una giornata con papà           | 1° settembre 1999 |                  |
| 7a  | Powergirl Surfers            |                                 | 8 settembre 1999  |                  |
| 7b  | Twisted Cinema               |                                 | 8 settembre 1999  |                  |
| 8a  | Blader Bowl                  |                                 | 20 settembre 1999 |                  |
| 8b  | Total Luger                  |                                 | 20 settembre 1999 |                  |
| 9a  | D' is for Dad                |                                 | 13 settembre 1999 |                  |
| 9b  | Banned on the Run            |                                 | 13 settembre 1999 |                  |
| 10a | Super McVarial 900           |                                 | 15 settembre 1999 |                  |
| 10b | Loss of Squid                |                                 | 15 settembre 1999 |                  |
| 11a | Rainy Days & Sundaes         | Surf, gelato e cioccolato       | 22 settembre 1999 |                  |
| 11b | Zine Dreams                  | Il giornalino di Reggie         | 22 settembre 1999 |                  |
| 12a | Hawaii Blues                 | Nostalgia di casa               | 27 settembre 1999 |                  |
| 12b | Lost and Find                | Persa e trovata                 | 27 settembre 1999 |                  |
| 13a | The Night Before             |                                 | 25 ottobre 1999   |                  |
| 13b | Violet's Violet              |                                 | 25 ottobre 1999   |                  |
| 14a | Fall & Rise of Sam           |                                 | 20 ottobre 1999   |                  |
| 14b | Typhoid Sam                  |                                 | 20 ottobre 1999   |                  |
| 15a | The Wrath of Don             |                                 | 7 marzo 2000      |                  |
| 15b | Safety Patrol Sam            |                                 | 7 marzo 2000      |                  |
| 16a | Reggie and a Net             |                                 | 7 marzo 2000      |                  |
| 16b | The Great Sandcastle Race    |                                 | 7 marzo 2000      |                  |
| 17a | Escape From Lars Mountain    | In montagna con Lars            | 14 marzo 2000     |                  |
| 17b | It Was a Dark and Stormy Day | Era una notte buia e tempestosa | 14 marzo 2000     |                  |
| 18a | The Aloha Kid                |                                 | 14 marzo 2000     |                  |
| 18b | Otto Mobile                  |                                 | 14 marzo 2000     |                  |
| 19a | Big Air Dare                 | Vacanze sulla neve              | 21 marzo 2000     |                  |
| 19b | Otto's Big Break             | Otto testa dura                 | 21 marzo 2000     |                  |
| 20a | Snow Day                     |                                 | 21 marzo 2000     |                  |
| 20b | Welcome to the Club          |                                 | 21 marzo 2000     |                  |